# Sotkajärvi (sjö i Lappland, lat 67,47, long 25,55)
Sotkajärvi är en sjö i Finland. Den ligger i kommunen Kittilä i landskapet Lappland, i den norra delen av landet, 800 km norr om huvudstaden Helsingfors. Sotkajärvi ligger 204,2 meter över havet. Arean är 2,5 kvadratkilometer och strandlinjen är 6,7 kilometer lång. Sjön  ingår i Kemi älvs huvudavrinningsområde.   
I övrigt finns följande vid Sotkajärvi:
- Koskamajärvi (en sjö)